# Saint-Siméon, Orne
Saint-Siméon är en kommun i departementet Orne i regionen Normandie i nordvästra Frankrike. Kommunen ligger i kantonen Passais som tillhör arrondissementet Alençon. År 2018 hade Saint-Siméon 229 invånare.

## Befolkningsutveckling
Antalet invånare i kommunen Saint-Siméon
| Referens: INSEE |